# Most Girls
Singles de P!nk
There You Go
(2000) You Make Me Sick
(2001)
Pistes de Can't Take Me Home
Hell Wit Ya There You Go

Most Girls est le second single de l'album Can't Take Me Home de la chanteuse américaine Pink. Il est sorti le 19 septembre 2000. Il a atteint la 4e place du Billboard Hot 100 ainsi que la 2e place en Nouvelle-Zélande, la 5e place au Royaume-Uni et la 1re place en Australie, pays dans lequel il est certifié disque de platine.
À l'époque Most Girls était le single le plus vendu de Pink aux États-Unis en tant qu'artiste solo.

## Liste des pistes
| 1. | Most Girls (Radio Edit)      | 4:10 |
| 2. | Most Girls (X-Men Vocal Mix) | 4:53 |
| 3. | There You Go (Sovereign Mix) | 6:20 |
| 4. | Most Girls (vidéo)           | 4:31 |

| 1. | Most Girls (Radio Edit)      | 4:10 |
| 2. | There You Go (Sovereign Mix) | 6:20 |

| 1. | Most Girls (Skribble & Anthony Acid Club Mix)         | 9:00 |
| 2. | Most Girls (Skribble & Anthony Acid's Hard Girls Dub) | 7:32 |
| 3. | Most Girls (Instrumental)                             | 5:03 |
| 4. | Most Girls (Acappella)                                | 4:32 |
| 5. | There You Go (Hani Mixshow Edit)                      | 5:31 |

| 1. | Most Girls (vidéo)                               | 4:31 |
| 2. | There You Go (Special Behind The Scenes Feature) | 2:00 |
| 3. | Most Girls (Dance Mix)                           | 3:38 |

| 1. | Most Girls (Radio Edit) | 4:10 |
| 2. | Hiccup                  | 3:32 |
| 3. | There You Go (vidéo)    | 3:47 |
| 4. | Most Girls (vidéo)      | 4:31 |

| 1. | Most Girls (Radio Edit)       | 4:10 |
| 2. | Most Girls ((X Men Vocal Mix) | 4:52 |

| 1. | Most Girls (Radio Edit)      | 4:10 |
| 2. | Most Girls (X Men Vocal Mix) | 4:52 |
| 3. | Most Girls (X Men Dubby)     | 5:21 |
| 4. | There You Go (Sovereign Mix) | 6:20 |
| 5. | Most Girls (vidéo)           | 4:31 |

## Crédits
Informations issues et adaptées du livret de Can’t Take Me Home et du site discogs. 
- Pink : interprète principale
- Kenneth « Babyface » Edmonds : auteur, compositeur, claviers, programmations, producteur
- Damon Thomas : auteur, compositeur, arrangement vocal
- Sherree Ford-Payne, Tavia Ivey : chœurs
- Paul Boutin : enregistrement
- Manny Marroquin : mixage
- Victor McCoy : ingénieur du son assistant
- Ivy Skoff : coordinatrice